# Hundegesetze
Als Hundegesetze werden die in den deutschen Ländern, in einigen österreichischen Ländern, in den meisten Schweizer Kantonen sowie in Liechtenstein und Dänemark bestehenden Vorschriften über das Halten von Hunden bezeichnet.
Sie erlegen dem Hundehalter Pflichten auf, die Gefahren für Mensch und Tier insbesondere durch gefährliche Hunde ausschließen sollen. Entsprechende Regelungen finden sich in Deutschland häufig in Parlamentsgesetzen, werden aber auch auf untergesetzlicher Ebene, meist in Form von Gefahrenabwehrverordnungen, getroffen.
In Deutschland verbietet überdies auf bundesrechtlicher Ebene das Hundeverbringungs- und -einfuhrbeschränkungsgesetz die Einfuhr von Hunden der Rassen Pitbull-Terrier, American Staffordshire Terrier, Staffordshire-Bullterrier, Bullterrier sowie deren Kreuzungen untereinander oder mit anderen Hunden.
Die den Hundehaltern auferlegten Pflichten sind in den Hundegesetzen nicht abschließend geregelt. Vielmehr gelten für sie auch die sonstigen Tierhalter betreffenden Vorschriften, etwa zum Tierschutz (insbesondere die Tierschutz-Hundeverordnung), bei denen nicht die von Hunden ausgehenden Gefahren, sondern der Schutz der Tiere selbst im Vordergrund stehen. Regelungen über Assistenzhunde zur Begleitung von Menschen mit Behinderung enthalten das Behindertengleichstellungsgesetz (§§ 12e bis 12l BGG) sowie die auf Grund von § 12l BGG erlassene Assistenzhundeverordnung (AHundV).

## Geschichte
Vorschriften für die Haltung von Hunden gab es bereits in frühester Zeit. So wurde von den Meiern oder Vögten oftmals das Bereithalten oder die Zucht von Jagdhunden für die Herrschaft verlangt. Zwischen dem 15. und dem 19. Jahrhundert war in Teilen Deutschlands zum Schutz des Wildes die Knüppelung freilaufender Hunde vorgeschrieben. Die heutigen deutschen Hundegesetze sind mehrheitlich seit dem Jahr 2000 erlassen worden. Damit reagierten die Länder auf den Tod eines 6-jährigen Jungen, der auf einem Schulhof von zwei Hunden angefallen und getötet wurde.

## Systematik
Eine Reihe von Hundegesetzen erlegen allen Hundehaltern spezielle Anforderungen auf, etwa Anlein- oder Maulkorbpflichten, den Abschluss einer Tierhalterhaftpflichtversicherung,  Kennzeichnungspflichten oder einen Sachkundenachweis („Hundeführerschein“).
In allen Vorschriften werden Vorgaben für gefährliche Hunde gemacht. Deren Haltung ist zumeist erlaubnispflichtig und setzt neben den bereits genannten Anforderungen zusätzlich regelmäßig auch die Zuverlässigkeit und persönliche Eignung des Halters voraus. Dazu gehört die Vorlage eines Führungszeugnisses sowie die Geschäftsfähigkeit, psychische Gesundheit und die Abstinenz von Betäubungsmitteln. Außerdem muss vielfach die Fähigkeit zu sozialverträglichem Verhalten des Hundes durch einen Wesenstest belegt werden. Darüber hinaus muss der Halter in einer Reihe von Bundesländern ein besonderes berechtigtes Interesse an der Haltung des gefährlichen Hundes nachweisen.
Die Einordnung eines Hundes als gefährlich erfolgt dabei einerseits typisiert nach einer sogenannten Rasseliste, die bestimmte Hunderassen als generell gefährlich einstuft, andererseits einzelfallbezogen danach, ob der Hund einen Menschen oder ein Tier bereits gebissen oder ein Tier gehetzt und gerissen hat oder einen Menschen in gefahrdrohender Weise angesprungen hat oder ein sonst gefährliches Verhalten gezeigt hat.
Die Haltung großer Hunde ist manchmal anzeigepflichtig.

## Rechtsgrundlagen

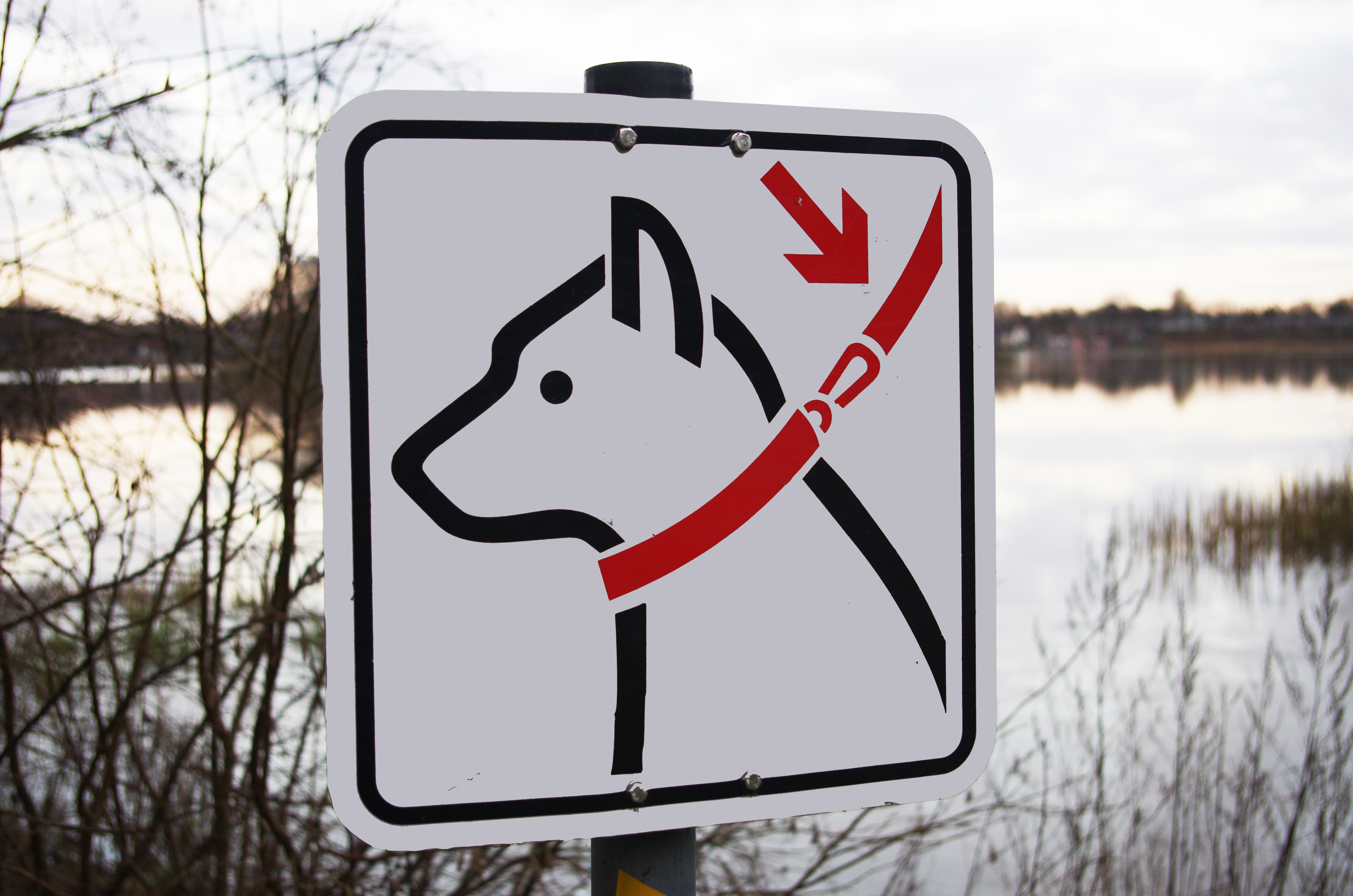
Hinweis auf Anleinpflicht in einer Hamburger Grünanlage

### Deutschland
Der Erlass von Hundegesetzen fällt in den Bereich der Gefahrenabwehr, für welchen dem Bund keineGesetzgebungskompetenz zugewiesen worden ist. Vielmehr können die Länder gem. Art. 70 Abs. 1 GG im Rahmen ihrer allgemeinen Gesetzgebungskompetenz eigene Vorschriften schaffen, was zur unterschiedlichen Ausgestaltung der Hundegesetze in den einzelnen Ländern führt.
Hundegesetze bestehen derzeit in Bayern, Berlin, Bremen, Hamburg, Niedersachsen, Nordrhein-Westfalen, Rheinland-Pfalz, Sachsen, Sachsen-Anhalt, Schleswig-Holstein und Thüringen. Die Länder Baden-Württemberg, Brandenburg, Hessen, Mecklenburg-Vorpommern und das Saarland haben Rechtsverordnungen erlassen.
Gesetze und Verordnungen in den Bundesländern
| Bundesland             | Gesetze und Verordnungen |
| ---------------------- | --- |
| Baden-Württemberg      | Polizeiverordnung über das Halten gefährlicher Hunde vom 3. August 2000 |
| Bayern                 | Art. 18, 37 und 37a des Gesetzes über das Landesstrafrecht und das Verordnungsrecht auf dem Gebiet der öffentlichen Sicherheit und Ordnung (Landesstraf- und Verordnungsgesetz – LStVG) in der Fassung der Bekanntmachung vom 13. Dezember 1982 |
| Berlin                 | Gesetz über das Halten und Führen von Hunden in Berlin (Hundegesetz – HundeG) vom 7. Juli 2016 |
| Brandenburg            | Hundehalteverordnung (HundehV) vom 24. Juni 2024 |
| Bremen                 | Gesetz über das Halten von Hunden vom 2. Oktober 2001 |
| Hamburg                | Hamburgisches Gesetz über das Halten und Führen von Hunden (Hundegesetz – HundeG) vom 26. Januar 2006 |
| Hessen                 | Gefahrenabwehrverordnung über das Halten und Führen von Hunden (HundeVO) vom 22. Januar 2003 |
| Mecklenburg-Vorpommern | Verordnung über das Führen und Halten von Hunden (Hundehalterverordnung – HundehVO M-V) vom 11. Juli 2022 |
| Niedersachsen          | Niedersächsisches Hundegesetz (NHundG) vom 26. Mai 2011 |
| Nordrhein-Westfalen    | Hundegesetz für das Land Nordrhein-Westfalen (Landeshundegesetz – LHundG NRW) vom 18. Dezember 2002 |
| Rheinland-Pfalz        | Landesgesetz über gefährliche Hunde (LHundG) vom 22. Dezember 2004 |
| Saarland               | Polizeiverordnung über den Schutz der Bevölkerung vor gefährlichen Hunden im Saarland (HuV SL) vom 15. Dezember 2022 |
| Sachsen                | Gesetz zum Schutz der Bevölkerung vor gefährlichen Hunden (GefHundG) vom 24. August 2000 |
| Sachsen-Anhalt         | Gesetz zur Vorsorge gegen die von Hunden ausgehenden Gefahren (Hundegesetz – HundeG LSA) vom 23. Januar 2009 |
| Schleswig-Holstein     | Gesetz über das Halten von Hunden (HundeG) vom 26. Juni 2015 |
| Thüringen              | Thüringer Gesetz zum Schutz der Bevölkerung vor Tiergefahren (ThürTierGefG) vom 22. Juni 2011 |

### Österreich
Die Zuständigkeit für die Gesetzgebung in Angelegenheiten des Tierschutzes fällt seit 1. Jänner 2005 in die Zuständigkeit des Bundes (Art. 11 Abs. 1 Z 8 B-VG). Die einschlägigen Bestimmungen finden sich im Tierschutzgesetz (TSchG). Für Sicherheitsaspekte der Tier- bzw. Hundehaltung („Gefahrenabwehr“) besteht dagegen die Gesetzgebungskompetenz der Länder (Art. 15 Abs. 1 B-VG).
In Österreich haben die Bundesländer Niederösterreich, Oberösterreich und Wien eigene Hundegesetze geschaffen, während die übrigen Bundesländer entsprechende Regelungen in ihre allgemeinen Polizeigesetze aufgenommen haben. Teilweise werden einzelne Fragen betreffend die Sicherheit vor Hunden auch in Rechtsverordnungen geregelt. Die Bestimmungen in einem besonderen Hundehaltergesetz sind in der Regel detaillierter als in einem allgemeinen Sicherheits- oder Polizeigesetz.
In Wien gilt seit 2019 ein Verbot, Hunde in einem durch Alkohol beeinträchtigten Zustand auszuführen, wovon spätestens bei einem Blutalkoholgehalt von 0,5 Promille auszugehen ist (§ 5a Abs. 14 Wiener Tierhaltegesetz).
Gesetze und Verordnungen nach Bundesland
| Bundesland       | Gesetze und Verordnungen |
| ---------------- | --- |
| Salzburg         | §§ 16a–24 S.LSG – Salzburger Landessicherheitsgesetz |
| Wien             | Wr. TierhalteG – Gesetz über die Haltung von Tieren (Wiener Tierhaltegesetz) |
| Vorarlberg       | §§ 3–6 LandessicherheitsG – Gesetz über Angelegenheiten der örtlichen Sicherheitspolizei Verordnung – Verordnung der Landesregierung über das Halten von Kampfhunden                                                |
| Oberösterreich   | Oö. HHG 2024 – Landesgesetz über das Halten von Hunden in Oberösterreich (Oö. Hundehaltegesetz 2024) Oö.Hundehaltungverordnung 2024 (Oö-HHVO 2024) Informationsseite: Das neue oberösterreichische Hundehaltegesetz |
| Tirol            | §§ 6–7 Landes-PolizeiG – Landes-Polizeigesetz |
| Steiermark       | §§ 3b–3d StLSG – Steiermärkisches Landessicherheitsgesetz Verordnung – Stmk. Hundekundenachweis-Verordnung Einzelne Gemeinden können weitere Vorschriften für die Hundehaltung erlassen.                            |
| Kärnten          | §§ 6–12 K-LSiG – Kärntner Landessicherheitsgesetz |
| Niederösterreich | NÖ Hundehaltegesetz NÖ Hundehalte-Sachkundeverordnung 2023 |
| Burgenland       | §§ 19–26 Bgld. LSG – Burgenländisches Landessicherheitsgesetz |

### Schweiz
Spezielle Gesetze, die das Halten von Hunden sowie die Erhebung einer Hundetaxe (auch „Hundesteuer“ genannt) regeln, haben die meisten Kantone erlassen. In den Kantonen Uri und Graubünden sind die Bestimmungen betreffend das Halten von Hunden in die veterinärrechtlichen Vorschriften, in den Kantonen Glarus und Wallis in das jeweilige Tierschutzgesetz integriert. Die Kantone Jura, und Zug kennen keine Gesetze über die Hundehaltung. Im Kanton Zug gibt es aber in einigen Gemeinden Reglemente betreffend Hunde. Im Kanton Jura besteht lediglich ein Gesetz über die Hundesteuer.
In einigen Hundegesetzen wird der jeweiligen kantonalen Exekutive (Regierungsrat, Staatsrat) die Kompetenz übertragen, auf dem Verordnungsweg das Halten gefährlicher Hunderassen zu verbieten oder aber einer Bewilligung zu unterwerfen; Einzelheiten siehe Rasseliste #Rasselisten in der Schweiz.
Gesetze, Verordnungen und Reglements nach Kantonen
| Kanton                 | Gesetze, Verordnungen und Reglements |
| ---------------------- | --- |
| Zürich                 | 554.5 – Hundegesetz 554.51 – Hundeverordnung Informationsseite Kanton Zürich |
| Bern                   | BSG 916.31 – Hundegesetz Informationsseite Kanton Bern |
| Luzern                 | 848 – Gesetz über das Halten von Hunden SRL Nr. 849 – Verordnung über das Halten von Hunden                                                                                         |
| Uri                    | 60.2111 – Veterinärverordnung 60.2113 – Veterinärreglement |
| Schwyz                 | 546.100 – Gesetz über das Halten von Hunden (HuG) |
| Obwalden               | 818.3 – Gesetz über das Halten von Hunden und die Hundesteuer |
| Nidwalden              | 826.3 – Gesetz über das Halten von Hunden (Hundegesetz, HuG) |
| Glarus                 | IV G/3/2 – Kantonales Tierschutz- und Tierseuchengesetz (EG zum TSchG und TSG) IX D/633/2 – Verordnung zum kantonalen Tierschutz- und Tierseuchengesetz (Veterinärverordnung, VetV) |
| Zug                    | Information zur Hundehaltung im Kanton Zug Infoblatt Hundereglemente 2023 (PDF) – Gesetze und Reglemente den einzelnen Gemeinden                                                    |
| Freiburg               | SGF 725.3 – Gesetz über die Hundehaltung (HHG) SGF 725.31 – Reglement über die Hundehaltung (HHR)                                                                                   |
| Solothurn              | 614.71 – Gesetz über das Halten von Hunden (Hundegesetz) 614.72 – Verordnung zum Gesetz über das Halten von Hunden                                                                  |
| Basel-Stadt            | SG 365.100 – Gesetz betreffend das Halten von Hunden (Hundegesetz) SG 365.110 – Verordnung betreffend das Halten von Hunden (Hundeverordnung)                                       |
| Basel-Landschaft       | SGS 342 – Gesetz über das Halten von Hunden (Hundegesetz) SGS 342.12 – Verordnung über das Halten potenziell gefährlicher Hunde                                                     |
| Schaffhausen           | SHR 455.200 – Gesetz über das Halten von Hunden SHR 455.201 – Verordnung zum Gesetz über das Halten von Hunden                                                                      |
| Appenzell Ausserrhoden | 525.1 – Hundegesetz (HuG) 525.11 – Hundeverordnung (HuV) |
| Appenzell Innerrhoden  | GS 560.100 Hundegesetz (HuG) GS 560.110 Verordnung zum Hundegesetz (HuV) |
| St. Gallen             | sGS 456.1 – Hundegesetz (HuG) sGS 456.11 – Hundeverordnung (HuV) |
| Graubünden             | 914.000 – Veterinärgesetz (VetG) |
| Aargau                 | SAR 393.400 – Hundegesetz (HuG) SAR 393.411 – Verordnung zum Hundegesetz Informationsseite Kanton Aargau                                                                            |
| Thurgau                | RB 641.2 – Gesetz über das Halten von Hunden (HundeG) RB 641.21 – Hundeverordnung (HundeV)                                                                                          |
| Tessin                 | RL 482.300 – Legge sui cani RL 482.310 – Regolamento sui cani |
| Waadt                  | 133.75 – Loi sur la police des chiens (LPolC) |
| Wallis                 | – Ausführungsgesetz zum eidgenössischen Tierschutzgesetz (AGTSchG) 455.100 – Verordnung über die Ausbildung von neuen Hundehaltern                                                  |
| Neuenburg              | 636.20 – Loi sur les chiens (LChiens) 636.21 – Règlement relatif aux cours pour propriétaires de chiens (RCC)                                                                       |
| Genf                   | M 3 45 – Loi sur les chiens (LChiens) M 3 45.01 – Règlement d’application de la loi sur les chiens (RChiens)                                                                        |
| Jura                   | 645.1 – Loi concernant la taxe des chiens 645.11 – Ordonnance concernant la taxe des chiens                                                                                         |
| Schweiz                | SR 455 – Tierschutzgesetz (TSchG) SR 455.1 – Tierschutzverordnung (TSchV) |

### Liechtenstein
Das 1992 erlassene und später mehrfach geänderte liechtensteinische Gesetz über das Halten von Hunden (Hundegesetz) regelt gemäß Artikel 1 „die Haltung und Kontrolle von Hunden“. Im Wesentlichen geht es dabei um die Pflichten des Hundehalters, die Sachkunde- und Sozialverträglichkeitsprüfung, die Meldung von Vorfällen und Maßnahmen, die Hundekontrolle, die Hundesteuer und um Strafbestimmungen.

### Dänemark
In Dänemark gilt ein landesweites Hundegesetz, das der Polizei die Befugnis verleiht, im Einzelfall Leinen- und Maulkorbpflichten oder auch die Einschläferung eines Hundes anzuordnen. Nach § 6 Abs. 5 ist die Polizei zur Anordnung der Einschläferung verpflichtet, wenn der Hund einen Menschen oder anderen Hund angefallen und schwer verletzt hat. Seit 2014 können Hundehalter zuvor die Einholung eines Gutachtens über die vom Hund verursachte Verletzung fordern. Die Leinenpflicht gilt unabhängig von einer polizeilichen Anordnung im Sommerhalbjahr an Stränden sowie ganzjährig in Wäldern.